# Casting Crowns
Casting Crowns és una banda cristiana contemporània de rock cristià que va ser fundada el 1999 pel pastor de joves Mark Hall, que exerceix com a vocalista de la banda, a la Primera Església Baptista al centre de Daytona Beach, Florida, com a part d'un grup de joves. Més tard es van traslladar a Stockbridge, Geòrgia, i més membres es van unir. Alguns membres de la banda treballen actualment com a pastors d'aterratge de l'església Eagle's Landing First Baptist a McDonough, Georgia. La banda ha guanyat Grammy i Premis Dove.

## Àlbums
- Casting Crowns (2003)
- Lifesong (2005)
- The Altar and the Door (2007)
- Peace on Earth (2008)
- Until the Whole World Hears (2009)
- Come to the Well (2011)
- Thrive (2014)
- The Very Next Thing (2016)
- Only Jesus (2018)